# Mario Molina (químico)

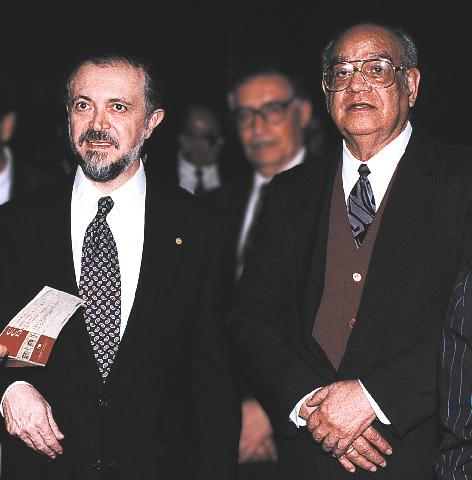
Mario Molina (izq.), con Luis Ernesto Miramontes, ca. 1995.

José Mario Molina-Pasquel Henríquez (Ciudad de México, 19 de marzo de 1943-Ib., 7 de octubre de 2020), conocido como Mario Molina, fue un ingeniero, químico, científico, profesor y activista mexicano, destacado por ser uno de los descubridores de las causas del agujero de ozono antártico. Compartió el Premio Nobel de Química de 1995 por su papel dilucidando la amenaza que representan los gases CFC y otros a la capa de ozono de la Tierra.  Así mismo, sus investigaciones y publicaciones sobre el tema condujeron a la elaboración del Protocolo de Montreal de las Naciones Unidas, el primer tratado internacional que ha enfrentado con efectividad un problema ambiental de escala global y de origen antropogénico.
Cursó estudios en la Universidad Nacional Autónoma de México, en la Universidad de Freiburg y en la Universidad de California (Berkeley). Como profesor e investigador se desempeñó en la Universidad de California (Irvine y San Diego), el Instituto Tecnológico de California, el Jet Propulsion Laboratory, el Instituto Tecnológico de Massachusetts y el Instituto Scripps de Oceanografía. Fue asesor en temas de ciencia, tecnología, clima y medio ambiente para los gobiernos de Barack Obama y Enrique Peña Nieto. Durante sus últimos años fue un vocal divulgador de los peligros del calentamiento global.
Además del Premio Nobel, la labor científica y ambiental de Mario Molina fue reconocida con más de una treintena de doctorados honoris causa, membresías a varias sociedades científicas en México y Estados Unidos, así como la Medalla Presidencial de la Libertad de los Estados Unidos.

## Biografía

### Primeros años y estudios
Sus padres fueron Roberto Félix Molina Pasquel (Veracruz) y Leonor Henríquez (Veracruz). Su padre fue embajador de México en Etiopía, en Australia y en Filipinas. En 1960, Mario Molina ingresó a la Facultad de Química de la Universidad Nacional Autónoma de México para estudiar ingeniería química. En 1965, después de graduarse, continuó sus estudios de posgrado en la Universidad de Friburgo en Alemania, donde pasó casi dos años investigando en cinética de polimerización. Entre 1967 y 1968, pasó algunos meses en París y en Ciudad de México. En 1968 ingresó al programa de doctorado en fisicoquímica de la Universidad de Berkeley, California.
En Berkeley se incorporó al grupo de investigación del profesor George C. Pimentel. Molina obtuvo el doctorado en 1972 y permaneció un año más en Berkeley, antes de convertirse, en 1973, en investigador asociado en la Universidad de California, Irvine, junto con el Profesor Frank Sherwood Rowland.

### Docencia
Mario Molina fue nombrado miembro del profesorado de Irvine en 1975, y fue líder de sus propias investigaciones a partir de entonces. Después de siete años en Irvine, decidió explorar la vida profesional extraacadémica y se unió al Jet Propulsion Laboratory, en el grupo de física y química molecular.[cita requerida]
Volvió a la academia en 1989, al incorporarse al Instituto Tecnológico de Massachusetts (MIT) como profesor, y adquirió la ciudadanía estadounidense. Desde 2005 fue profesor de la Universidad de California en San Diego.[cita requerida]

### El Colegio Nacional
Fue miembro de El Colegio Nacional y también miembro notable de la Pontificia Academia de las Ciencias.[cita requerida]
Lo describe como un pionero y uno de los principales investigadores de México. Mario Molina fue reconocido y consultado por presidentes mexicanos y estadounidenses como Bill Clinton y Barack Obama.

### Barack Obama
Fue elegido asesor del equipo de transición de Barack Obama para cuestiones del medio ambiente en noviembre del 2008. Desde abril de 2011 fue uno de los 21 científicos miembros del Consejo de Asesores de Ciencia y Tecnología del Presidente Barack Obama (PCAST Archivado el 2 de febrero de 2013 en Wayback Machine.)
Fue presidente de honor de la Asociación de Mares de México, constituida en el año 2009 y dedicada a la conservación de los mares.
Presidió el Centro Mario Molina para Estudios Estratégicos sobre Energía y Medio Ambiente.

### Química ambiental

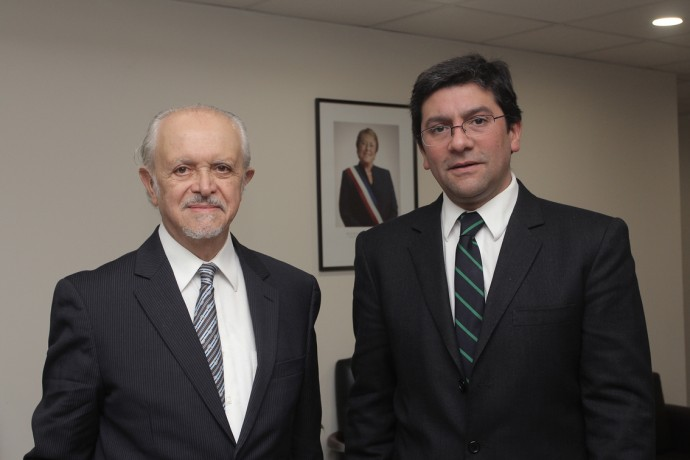
Mario Molina junto con el ministro chileno Pablo Badenier.

Realizó diversas investigaciones en el ámbito de la química ambiental sobre el problema del ambiente. En 1974, Rowland y Molina daban cuenta de los resultados de sus investigaciones en un artículo publicado en la revista Nature. En él advertían de la creciente amenaza que el uso de los gases CFC suponía para la capa de ozono, aviso que en aquel momento fue criticado y considerado exagerado por un sector de investigadores. Sin embargo, la tenacidad y el convencimiento que depositaron en sus propias teorías conquistó las mentes de miles de personas. Tras arduas deliberaciones, Molina y Rowland consiguieron la aprobación a sus tesis en encuentros científicos internacionales y estuvieron presentes en las reuniones en las que se fijaron los parámetros de control que debía hacer cada país en la emisión de CFC.[cita requerida]
En 1989, Molina trabajó en el Departamento de la Tierra, Ciencias Atmosféricas y Planetarias  del Instituto de Tecnología de Massachusetts (MIT) como investigador y profesor. En 1994 su trabajo le brindó el nombramiento, por parte del presidente de Estados Unidos, como miembro del comité que le asesoró sobre asuntos de ciencia y otro reconocimiento tecnológico, al que pertenecen 21 científicos.[cita requerida]

### Premio Nobel de Química
Su trayectoria de trabajo y su perseverancia en su preocupación por un problema que afecta a todo el planeta lo hizo acreedor, el 11 de octubre de 1995, junto con Sherwood Rowland, al Premio Nobel de Química, por ser los pioneros en establecer la relación entre el agujero de ozono y los compuestos de cloro y de bromuro en la estratosfera. El galardón también se concedió al neerlandés Crutzen, del Instituto Max-Planck de Química de Maguncia (Al), quien halló en 1970 que los gases contaminantes tienen un efecto destructor en esa capa, sin descomponerse.

### PNUMA y otros reconocimientos
El 4 de diciembre de 1995, Molina, Rowland y Crutzen fueron premiados además por el Programa de las Naciones Unidas para el Medio Ambiente (PNUMA) por su contribución a la protección de la capa de ozono.[cita requerida]
Molina poseía también los premios Tyler (1983) y Essekeb (1987) que concede la American Chemical Society, el Newcomb-Cleveland de la Asociación estadounidense para el Avance de la Ciencia (1987) por un artículo publicado en la revista Science que explicaba sus trabajos sobre la química del agujero de ozono en la Antártida y la medalla de la National Aeronautics and Space Administration (NASA) (1989) en reconocimiento a sus logros científicos. Mario Molina señaló en alguna ocasión que cuando eligió el proyecto de investigar el destino de los CFC en la atmósfera lo hizo simplemente por curiosidad científica. No consideró las consecuencias que conllevarían sus estudios, pero cuando se dio cuenta de la envergadura de su descubrimiento se sintió sobrecogido, porque su aporte no solo ha contribuido a la comprensión de la química atmosférica, sino que además ha supuesto un profundo impacto en la conciencia ecológica de todo el mundo. En ese momento era un activista en política de la ciencia.[cita requerida]
El 15 de octubre de 2015 se inauguró el Edificio Mario Molina en la Ciudad Universitaria de la UNAM, un espacio que vincula la investigación entre la Facultad de Química y la Industria. Fue construido como parte de la celebración de los 100 años de la Facultad de Química y está orientado a brindar soluciones a problemas relacionados con la protección ambiental, el uso de energía y la prevención del cambio climático.

### Muerte
Falleció el 21 de octubre de 2020 a los 77 años, a consecuencia de un infarto agudo de miocardio, en la Ciudad de México.

## Reconocimientos y premios
- Tyler Prize for Environmental Achievement (1983)
- Newcomb Cleveland Prize (1987)
- NASA Exceptional Scientific Achievement Medal (1989)
- Premio Tyler para Logro Ambiental (1983)[14]
- Premio John Gustavus Esseler de la Sección Noreste de la Sociedad estadounidense de Química (1987)[15]
- NASA Exceptional Scientific Achievement Medal (1989)
- Premio Nobel de Química (1995)
- Medalla Willard Gibbs de la Sección Chicago de la Sociedad estadounidense de Química (1998)[16]
- Premio de la Sociedad estadounidense de Química por Avances Creativos en Ciencia y Tecnología del Medio Ambiente (1998)[17]
- Premio Sasakawa del Programa de las Naciones Unidas para el Medio Ambiente (1999)[18]
- Premio Heinz en Medio Ambiente (2003)[19]
- Miembro Electo a El Colegio Nacional de México (2003)[20]
- Premio Volvo de Medio Ambiente (2004)[21]
- Galardón Pedro Sarquís Merrewe (2006)
- Caballero gran cruz de la Orden de Isabel la Católica (2008)[22]
- Oficial de la Orden de Orange-Nassau del Reino de los Países Bajos (2010)[23]
- Caballero de la Legión de Honor del gobierno de Francia (2012)[24]
- Medalla de la Libertad de la presidencia de los Estados Unidos de América (2013)[25]

## Doctorados
- Universidad Nacional Autónoma de México (1996)[26]
- Universidad de Yale (1997)[27]
- Universidad de las Américas Puebla (2001)[28]
- Universidad Autónoma Metropolitana (2002)[29]
- Universidad Alfonso X el Sabio (2009)[30]
- Centro de Investigación y de Estudios Avanzados del Instituto Politécnico Nacional (2009)[31]
- Universidad del Valle de México (2010)[32][33]
- Universidad de Harvard (2012)[34]
- Universidades estatales de México: Hidalgo (2002),[35] México (2006),[36] Michoacán (2009),[37] Guadalajara (2010),[38] San Luis Potosí (2011),[39] Universidad de Sonora (2018).

### Libros sobre Mario Molina
| Año  | Título                                                               | Autor                                            | Editorial             | ISBN          | Notas                                               |
| ---- | -------------------------------------------------------------------- | ------------------------------------------------ | --------------------- | ------------- | --------------------------------------------------- |
| 2014 | Mario Molina: La química en el aire                                  | Rosanela Alvarez, ilustraciones Enrique Torralva | Ediciones SM Infantil | 9786072413221 | Colección Así Ocurrió/ Instantáneas de la Historia. |
| 2014 | Nubes en el cielo mexicano. Mario Molina, pionero del ambientalismo. | Carlos Chimal                                    | Alfaguara Juvenil     | 9786070115875 |                                                     |